# Rudolf Svensson
Rudolf Svensson (Falköping, Västra Götaland, 27 de março de 1899 — Estocolmo, 4 de dezembro de 1978) foi um lutador de luta greco-romana/luta livre sueco.

## Carreira
Foi vencedor da medalha de ouro na categoria de mais 82,5 kg em Amsterdã 1928.
Foi vencedor da medalha de ouro na categoria de 79–87 kg em Los Angeles 1932.
Foi vencedor da medalha de prata na categoria de 75-82,5 kg em Paris 1924.
Foi vencedor da medalha de prata na categoria de 79–87 kg em Paris 1924.